# Mány, Fejér
Mány  este un sat în districtul Bicske, județul Fejér, Ungaria, având o populație de 2.379 de locuitori (2011). 

## Demografie
Componența etnică a satului Mány
     Maghiari (82,85%)
     Germani (12,07%)
     Romi (4,4%)
     Necunoscut (0,34%)
     Români (0,34%)
     Alții (0,34%)
Componența confesională a satului Mány
     Romano-catolici (44,64%)
     Reformați (22,07%)
     Fără religie (12,36%)
     Atei (1,18%)
     Necunoscută (19%)
     Alte religii (1,47%)
Conform recensământului din 2011, satul Mány avea 2.379 de locuitori. Din punct de vedere etnic, majoritatea locuitorilor (82,85%) erau maghiari, existând și minorități de germani (12,07%) și romi (4,4%). Apartenența etnică nu este cunoscută în cazul a 0,34% din locuitori. Nu există o religie majoritară, locuitorii fiind romano-catolici (44,64%), reformați (22,07%), persoane fără religie (12,36%) și atei (1,18%). Pentru 19,0% din locuitori nu este cunoscută apartenența confesională.